# Tel Šošan
Tel Šošan (hebrejsky: תל שושן) je pahorek o nadmořské výšce cca - 250 metrů v severním Izraeli, v Bejtše'anském údolí.
Leží v severní části zemědělsky intenzivně využívaného Bejtše'anského údolí, cca 13 kilometrů severovýchodně od města Bejt Še'an, 2 kilometry jihovýchodně od vesnice Gešer, přímo na západním břehu od řeky Jordán. Má podobu nevýrazného odlesněného návrší, na jehož jižním úpatí ústí do Jordánu vádí Nachal Tavor. Na sever odtud leží podobný pahorek Tel Šamat.